# Brianna Joy Chomer
Pour les articles homonymes, voir Brianna, Joy et Chomer.
Brianna Joy Chomer, née le 4 mai 1994 à États-Unis, est une actrice américaine.

## Filmographie
- 2009 : Chatterbox : Chelsea Ryan
- 2013 : J'aime le diable (court métrage) : la femme chef de file
- 2015 : Dirty Laundry (téléfilm) : Britney
- 2015 : Billy the Kid: New Evidence (téléfilm documentaire) : Sallie Chisum
- 2015 : Harcelée par mon médecin (Stalked by My Doctor) (téléfilm) : Sophie Green
- 2016 : The Wrong Roommate (en) (téléfilm) : Ricki
- 2016 : Zoombies : Amber
- 2016 : Nune (court métrage) : Nune Lusparian
- 2016 : Escape from the Zoombies (jeu vidéo) : Amber
- 2016 : Sorority Slaughterhouse : Kitty

Prochainement
- 2018 : Stepmother : Julie
- 2019 : Stalker’s Nightmare: Jackie
- 2019 : Once Upon a Time in Hollywood